# Tarvisio

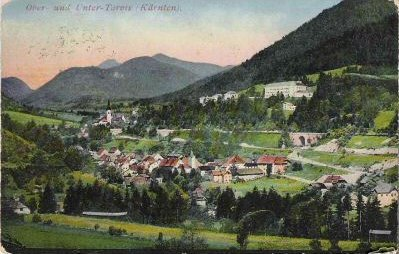
Tarvisio en 1915.

Tarvisio (en alemán y friulano Tarvis, en esloveno Trbiž) es un municipio de 5.074 habitantes de la provincia de Udine (región del Friuli-Venecia Julia, en Italia). 
Pasó a Italia en 1918 (hasta aquel momento formaba del Imperio austrohúngaro y estaba habitado principalmente por personas de habla alemana y eslovena). Tarvisio es un centro fronterizo muy importante en el eje Venecia-Viena. Limita con Eslovenia y Austria. 
El río Slizza, que atraviesa Tarvisio, desemboca en el río Gail a su paso por Arnoldstein, formando parte de la cuenca hidrográfica del Danubio y el Mar Negro. 
En el territorio de Tarvisio están presentes conocidas instalaciones de esquí (es famosa la pista "Di Prampero", en el Monte Lussari) y una escuela deportiva que forma a los estudiantes en los deportes de invierno.
La fiesta folclórica más sentida por la población es la fiesta de San Nicolás, que tiene lugar todos los años el 5 de diciembre en todas las fracciones del municipio.

## Evolución demográfica
| Gráfica de evolución demográfica de Tarvisio entre 1861 y 2001 |
|                                                                |
| Fuente ISTAT - elaboración gráfica de Wikipedia                |